# Stone Temple Pilots (álbum de 2010)
Stone Temple Pilots es el sexto álbum de estudio de la banda estadounidense Stone Temple Pilots. Además de ser el primer álbum de la banda tras 7 años de inactividad. El álbum salió a la venta el 25 de mayo de 2010 bajo la discográfica Atlantic.
Este fue el último álbum con Scott Weiland quien fue despedido en 2013 y más tarde fallecería en 2015.

## Antecedentes
Después de que Stone Temple Pilots habían comenzado a tocar juntos, la banda decidió grabar de nuevo, pero una demanda presentada por Atlantic Records el 12 de junio de 2008, hizo el sexto álbum de la incertidumbre, y Weiland lanzó declaraciones que expresó su desaprobación de trabajar con un registro de los principales etiqueta. Atlántic finalmente retiró la demanda, y el abogado de la banda dijo que la situación legal de un "malentendido".
Robert DeLeo, en contra de los deseos de Registros del Atlántico, insistió en que él y su hermano Dean DeLeo producir los propios registros, que comenzó su producción a principios de 2009. Debido a que la grabación se llevó a cabo durante los descansos en el horario de la gira la banda, la producción llevó casi diez meses en completarse. Tres estudios fueron utilizados simultáneamente, incluyendo la casa estudio de Robert y Eric Kretz's Bomb Shelter Studios. Scott Weiland grabaron la voz en sus estudios pródigo propia. Don Was, productor de discos, fue traído como productor adicionales para ayudar a mantener separados los grabación de la banda sesiones de sincronización, así como a trabajar en estrecha colaboración con Weiland durante la grabación de su voz. El álbum fue completado en diciembre de 2009, y la mezcla y masterización se terminaron en febrero de 2010.
El álbum recibió críticas generalmente favorables. La mayoría de los críticos coincidieron en que Stone Temple Pilots fue inspirado en gran medida por la música country y rock de los años 60 y 70. La banda confirmó estas afirmaciones y, en entrevistas, hablaron de sus influencias, que incluía música country, letristas como Bob Dylan, y guitarristas como Speedy West y Brad Whitford. El álbum fue impulsado durante las actuaciones de la banda en festivales de música y conciertos como cabeza de cartel, así como entrevistas con miles de sitios web de música, revistas, incluidas Billboard y vuelta, y la televisión y los talk shows de radio. " Between the Lines "fue el primer single, lanzado el 22 de marzo, y un video musical fue lanzado el 7 de mayo. El segundo single, "Take a Load Off", fue lanzado el 15 de junio. Stone Temple Pilots vendió 62.000 copias en su primera semana y llegó al puesto # 2 en el Billboard 200.

## Promoción
Stone Temple Pilots fue promovido a través de diversos medios de comunicación, incluida Internet, la radio y la televisión, con actuaciones en directo y entrevistas de la banda. El primer estreno informó del álbum fue el 23 de febrero de 2010, cuando el nuevo álbum se jugó en su totalidad en una fiesta de música privada celebrada en el Gramercy Park Hotel 's Rose Bar en Nueva York. Entre los asistentes estaban Stone Temple Pilots, periodistas de varios lugares,y Craig Kallman, presidente y director ejecutivo de Atlantic Records. Stone Temple Pilots inició una gira a principios de 2010 el 18 de marzo en el South by Southwest festival de música, donde cuatro nuevas canciones fueron estrenadas: "Between the Lines", "Huckleberry Crumble", "Bagman", y "Hickory Dichotomy". El 27 de marzo, la banda fue grabado en vivo en el Teatro Riviera en Chicago, Illinois. Las imágenes aparecieron en VH1 's viernes por la noche Bien serie de dos meses después, el 21 de mayo, que incluyó una actuación de "Between the Lines".

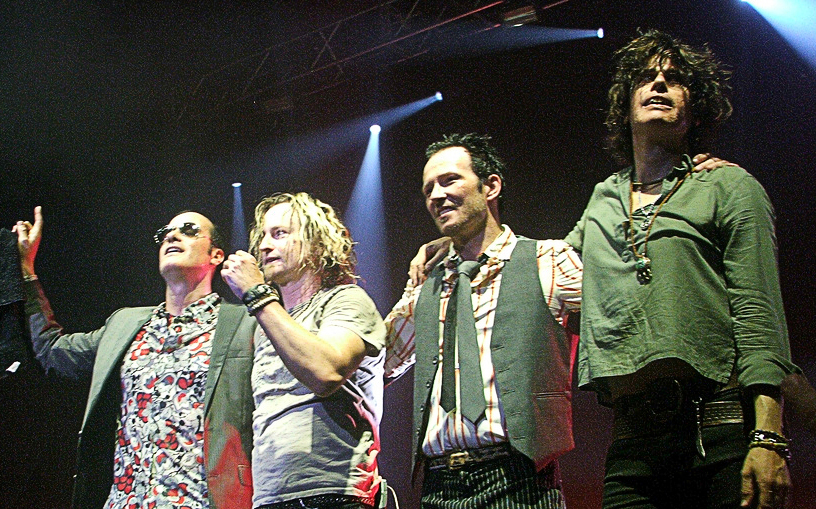
Stone temple pilots en un concierto en su reunión

A partir de finales de abril, Amazon.com anunció que sería streaming una canción nueva en su totalidad cada semana previa a la liberación del álbum.[ 51 ] Cuatro canciones en total fueron escuchados, como "Between the Lines", "Hickory Dichotomy","Bagman", y "Huckleberry Crumble". El 21 de mayo, los doce temas del álbum estuvo disponible para streaming en su totalidad en la cartelera ' s sitio web. Ese mismo mes, la banda apareció en un programa de radio y dos finales de la televisión de noche talk shows. El 18 de mayo, Stone Temple Pilots fue el invitado en el Show de Howard Stern. La noche siguiente, 19 de mayo, Stone Temple Pilots realiza "between the lines" en el Late Show con David Letterman. La banda realizó dos mini-conciertos para dos episodios de Jimmy Kimmel Live!. El primer concierto fue grabado en el teatro Gramercy en Manhattan, Nueva York, y fue presentada en la tarde del 26 de mayo. El segundo concierto se llevó a cabo la noche siguiente y salió al aire el 27 de mayo. Stone Temple Pilots se convirtió en Artista del Mes de América de televisión por cable de la red de ESPN durante junio, aunque la red se inició con la banda de música durante el mes de mayo. Canciones de versiones anteriores, así como "Fast As I Can", "Cinnamon", "Dare If You Dare", y "Tome un peso de encima", se tocaron durante los programas de televisión de la red y se cotiza en la red de la página web, que incluye enlaces para comprar las canciones.
Stone Temple Pilots fue lanzado en todo el mundo durante un período de una semana. Varios mercados extranjeros lanzó el álbum el 21 de mayo, entre ellos Australia, Alemania, y los Países Bajos. Los EE. UU. lanzó el álbum el 25 de mayo, y países como Suecia, Finlandia, Japón y puesto en libertad el álbum el 26 de mayo. Las diferentes versiones del álbum fueron lanzados, incluyendo versiones específicas-minorista. El álbum de 12 canciones estándar fue lanzado en CD y vinilo. y el japonés versiones de lujo del álbum incluye un segundo disco con cuatro temas extra. las tiendas Target vende una versión en edición de lujo que incluye una lámina de oro en la obra de arte y un póster en el panel de 18 años, y iTunes incluye un video musical, un video de la entrevista, y un orden pre-bonus track.
El 1 de junio, "Between the Lines" fue lanzado, junto con otras dos canciones, como parte de un paquete de Stone Temple Pilots por el ritmo de videojuegos Guitar Hero. El 5 de junio, la banda se presentó en el KROQ Weenie Roast, auspiciado por los EE. UU. estación de radio. Durante el período de junio, la banda tocó en varios festivales en Europa, comenzando con el Nova Rock Festival en Nickelsdorf, Austria, el 11 de junio y terminar el 28 de junio en Sesto San Giovanni, Italia. La banda regresó a América del Norte para actuar en el festival de rock Rock on the Range, en Winnipeg, Canadá, el 7 de agosto. Se puso en marcha su gira por título el 10 de agosto en el Red Rocks Amphitheatre en Morrison, Colorado.

## Lista de canciones
Todas las letras escritas por Scott Weiland.
| N.º | Título                | Música             | Duración |  |
| 1.  | «Between the Lines»   | Robert DeLeo       | 2:50     |  |
| 2.  | «Take a Load Off»     | Dean DeLeo         | 3:11     |  |
| 3.  | «Huckleberry Crumble» | R. DeLeo           | 3:10     |  |
| 4.  | «Hickory Dichotomy»   | D. DeLeo           | 3:22     |  |
| 5.  | «Dare If You Dare»    | D. DeLeo           | 4:29     |  |
| 6.  | «Cinnamon»            | R. DeLeo           | 3:33     |  |
| 7.  | «Hazy Daze»           | R. DeLeo, D. DeLeo | 2:59     |  |
| 8.  | «Bagman»              | D. DeLeo           | 2:45     |  |
| 9.  | «Peacoat»             | D. DeLeo           | 3:29     |  |
| 10. | «Fast As I Can»       | D. DeLeo           | 3:33     |  |
| 11. | «First Kiss on Mars»  | R. DeLeo           | 3:03     |  |
| 12. | «Maver»               | R. DeLeo           | 4:52     |  |

## Personal
- Scott Weiland - Voz
- Dean DeLeo - Guitarra
- Robert DeLeo - Bajo
- Eric Kretz - Batería y percusión

## Posiciones en las listas
| Lista (2010)                             | Posición más alta |
| ---------------------------------------- | ----------------- |
| Australia (ARIA)                         | 21                |
| Austria (Ö3 Austria)                     | 54                |
| Bélgica (Ultratop Flandes)               | 105               |
| Bélgica (Ultratop Valonia)               | 155               |
| Canadá (Billboard Canadian Albums)       | 2                 |
| Finnish Albums (Suomen virallinen lista) | 35                |
| Alemania (Offizielle Top 100)            | 52                |
| Greek Albums (IFPI)                      | 10                |
| Italia (FIMI)                            | 83                |
| Mexican Albums (Top 100 Mexico)          | 80                |
| Nueva Zelanda (RMNZ)                     | 6                 |
| Escocia (Scottish Albums Chart)          | 62                |
| España (Promusicae)                      | 91                |
| Suiza (Schweizer Hitparade)              | 36                |
| Reino Unido (UK Albums Chart)            | 80                |
| Reino Unido (UK Album Downloads)         | 97                |
| Reino Unido (UK Rock & Metal Albums)     | 4                 |
| Estados Unidos (Billboard 200)           | 2                 |
| Estados Unidos (Digital Albums)          | 2                 |
| Estados Unidos (Top Rock Albums)         | 1                 |
| Estados Unidos (Top Hard Rock Albums)    | 1                 |

- Datos: Q3293850